# Марк Носіф
Марк Носіф (народився 11 червня 1953 року, у м. Кортленд, штат Нью-Йорк) барабанщик і перкусіоніст, який мав різноманітну кар'єру, починаючи від рок-музики протягом 1970-их років, як учасник Ian Gillan Band і, тимчасово,  Thin Lizzy, до широкого спектра різноманітних стилів у пізніші часи, коли він грав з багатьма музикантами з усього світу.

## Кар'єра
Носіф недовго гастролював у Великій Британії у 1972 році як учасник гурту The Velvet Underground, до того як приєднався до Elf, яких очолював Ронні Джеймс Діо, на початку 1975 року, але гурт незабаром розформували. Слідом за Мікі Лі Соулом, Носіф приєднався до екс-вокаліста Deep Purple Ієна Гіллана у його джаз-рок гурті, який називався Ian Gillan Band. Після виходу трьох альбомів Гіллан розпустив гурт у 1978 році.  Носіф замінив у Thin Lizzy барабанщика Брайана Дауні у двох міжнародних турах, а потім приєднався до гурту Гері Мура G-Force.
У 1980-их роках, Носіф відійшов від рок-музики, до інших стилів, включаючи явайський і балійський гамелан, а також до індійської і ганської музики. Він випустив декілька сольних альбомів і працював з багатьма іншими музикантами в різноманітних проектах.
Носіф виступав і записувався з такими артистами як Хоакім Кюн, Гері Мур, Джек Брюс, Білл Ласвелл, Рабі  Абу-Халіль, Трілок Гурту, Стів Своллоу, Л. Шанкар, Хамза Ель Дін, The Velvet Underground, Жоель Ландре, Ікуе Морі, Ронні Джеймс Діо, Маркус Штокхаузен, Кіаі Кунбул (Явайський гамелан), Енді Саммерс, Тоні Окслі, Томаш Станко, Кенні Вілер, "Sound and Fury", Телма Хаустон, Девід Торн, The Ladzekpo Brothers (ганська музика і танці), Чарлі Маріано, The Gamelan Orchestra of Saba (Балійський гамелан), Кудсі Ергунер, Філ Лайнотт, Джордж Льюіс, Еван Паркер і Лу Харрісон. Під час більшої частини цих проектів Носіф співпрацював з Уолтером Квінтусом.
Носіф начався у Каліфонійському інституті мистецтв, де вивчав явайський гамелан, балійський гамелан, північно-індійські ударні, північно-індійську музичну теорію, ганські ударні і танці, і західну техніку гри на перкусії 20-ого сторіччя. Він також частково вивчав техніку гри на ударних Середнього Сходу, Індії і Кавказу. Також там почалася творча і продуктивна співпраця Носіфа з гітаристом Мірославом Тадічом. Разом вони створюють і записують музику, як дуетом, так і з великими ансамблями у всьому світі.
Носіф також працював продюсером. Крім своїх власних записів він продюсував багато різноманітних стилів музики.

## Дискографія
Jack Bruce
- A Question Of Time with Allan Holdsworth, Tony Williams, Ginger Baker, Albert Collins, Nicky Hopkins, Zakir Hussain, a.o., 1989
- Somethin Els with Dave Liebman, Eric Clapton, Trilok Gurtu, Clem Clempson, a.o., 1993
- The Jack Bruce Collector's Edition with Gary Moore, Ginger Baker, Eric Clapton, a.o., 1996
- Can You Follow?, Jack Bruce with John McLaughlin, Tony Williams, Френк Заппа, Cream, John Mayall, Chris Spedding, a.o., 2008

The Velvet Underground
- Disc 3 of Final V.U. 1971-1973, 2001

Elf
- Trying to Burn the Sun, 1975

Ian Gillan Band
- Child in Time, 1976
- Clear Air Turbulence, 1977
- Scarabus, 1977
- Live at the Budokan, 1978

Thin Lizzy
- The Boys Are Back in Town: Live in Australia, 1978

Gary Moore's G-Force
- G-Force, 1979 with Tony Newton, Willie Dee

Philip Lynott
- Solo in Soho, 1980 with Gary Moore, Mark Knopfler, a.o.
- The Philip Lynott Album, 1982 with Mark Knopfler, Mel Collins, Pierre Moerlen, Gary Moore, a.o.

Solo and others
- Nightline New York, Joachim Kühn with Michael Brecker, Billy Hart, Bob Mintzer, Eddie Gomez, 1981
- Personal Note, with Joachim Kühn, Trilok Gurtu, Jan Akkerman, Detlev Beier, 1982
- Sura, with Joachim Kühn, Markus Stockhausen, Trilok Gurtu and David Torn, 1983
- Wun Wun, with Jack Bruce and Trilok Gurtu, 1985
- Dark, 1986
- Dark: Tamna Voda, with L. Shankar and David Torn, 1989
- Let's Be Generous, 1993
- Bracha, with Miroslav Tadić, David Philipson and John Bergamo, 1989
- Let's Be Generous, with Miroslav Tadić, Joachim Kühn, and Tony Newton, 1991
- Keys To Talk By, with Dušan Bogdanović and Miroslav Tadić, 1992
- The Snake Music, Miroslav Tadić, Jack Bruce, Markus Stockhausen, David Torn, Wolfgang Puschnig and Walter Quintus, 1994
- The Sultan's Picnic Rabih Abou-Khalil with Steve Swallow, Kenny Wheeler, Charlie Mariano, Milton Cardona, Nabil Khaiat, Howard Levy, Michel Godard, 1984
- Old Country, with Miroslav Tadić and Howard Levy, 1996
- Still Light, with Miroslav Tadić and Markus Stockhausen, 1997
- Loose Wires, with Miroslav Tadić and Michel Godard, 1997
- Odd Times, Rabih Abou-Khalil with Howard Levy, Nabil Khaiat, Michel Godard
- OCRE with Sylvie Courvoisier, Pierre Charial, Michel Godard and Tony Overwater, 1996
- Birds Of A Feather with Sylvie Courvoisier, 1997
- Ottomania, with Kudsi Erguner, 1999
- Sarabande, Jon Lord, with Andy Summers, LP 1976, CD 1999
- With Space in Mind, Solo 2000
- Venus Square Mars, with David Philipson and Hamza El Din, 2000
- Islam Blues, Kudsi Erguner with Nguyen Le and Renaud Garcia-Fons, 2001
- Gazing Point, with Kudsi Erguner and Markus Stockhausen, 2002
- Evident, with Joëlle Léandre, 2004
- Snakish, with Wadada Leo Smith, Miroslav Tadić, Walter Quintus, Katya Quintus, 2005
- Albert, with Ikue Mori, Walter Quintus and Sylvie Courvoisier, 2006
- At The Le Mans Jazz Festival, Joëlle Léandre with  Maggie Nicols,  Irene Schweizer,  William Parker,  India Cooke,  Markus Stockhausen,  Paul Lovens,  Sebi Tramontana,  Carlos Zingaro, 2006
- Can You Follow?, Jack Bruce with John McLaughlin, Tony Williams, Френк Заппа, Cream, John Mayall, a.o., 2008
- No Matter, with Bill Laswell, Markus Stockhausen and Kudsi Erguner, 2008
- Orte, Raymond Theler with Walter Quintus and Marcio Doctor, 2008
- Air, Dave Liebman with Marcio Doctor, Walter Quintus, Markus Stockhausen, a.o., 2011
- Aspiration, with Alice Coltrane, Carlos Santana, Kudsi Erguner, Zakir Hussain, Pharoah Sanders, a.o., 2011
- City Of Leaves, Sussan Deyhim with Bill Laswell, Kudsi Erguner, a.o., 2011
- Near Nadir, with  Ikue Mori,  Evan Parker and Bill Laswell, 2011
- Spaces & Spheres, with Stefano Scodanibbio, Tara Bouman, Fabrizio Ottaviucci, Markus Stockhausen, 2013

## Фільмографія
- Kibyoshi, Ikue Mori with Makigami Koichi, DVD 2011
- Unlimited 23, with Ikue Mori,  Sylvie Courvoisier, Kazuhisa Uchihashi, Makigami Koichi,  Lotte Anker,  Maja Ratkje,  Zeena Parkins,  David Watson,  Peter Evans, a.o., DVD 2011
- The Haunting of Julia (original title Full Circle), with Mia Farrow, Keir Dullea and Tom Conti. Music composed by Colin Towns. LP 1977  CD 1995
- Live At The Rainbow Theatre, London 1977, The Ian Gillan Band. VHS and DVD